# Тоширо Мифуне
Тоширо Мифуне (јап. 三船 敏郎; Цингтао, 1. април 1920 — Митака, 24. децембар 1997) је био јапански глумац који се појавио у више од 170 филмова. Најпознатији је по свом раду са режисером Акиром Куросавом на филмовима Рашомон, Седам самураја, Крвави престо, и Јоџимбо.

## Младост
Тоширо Мифуне је рођен 1. априла 1920. у Сеиту, у Шандонгу под јапанском окупацијом (данашњи Ћингдао, Кина), као најстарији син Токуза и Сен Мифунеа. Његов отац Токузо је био трговац и фотограф који је водио фотографски посао у Ћингдау и Јингкоу, а био је син лекара из Каваучија, префектуре Акита. Његова мајка Сен била је ћерка хатамота, високог самураја. Тоширови родитељи, који су радили као методистички мисионари, били су међу јапанским грађанима које је Јапанска влада охрабрила да живе у Шандонгу током његове окупације, пре него што је Република Кина преузела град 1922. године. Мифуне је одрастао са својим родитељима и двоје млађих сродника у Даљену, Љаонинг од своје 4. до 19. године.
У младости, Мифуне је радио у очевом фото студију. Након што је првих 19 година свог живота провео у Кини, као јапански држављанин, позван је у дивизију авијације Царске јапанске војске, где је служио у јединици за аерофотографију током Другог светског рата.

## Рани радови
Године 1947, велики број Тохових глумаца, након дуготрајног штрајка, напустио је своју компанију Шин Тохо. Тохо је потом организовао такмичење „нових лица”, како би пронашли нове таленте.
Ненџи Ојама, Мифунеов пријатељ који је радио за Одељење фотографије Тохо Продакшонсу, послао је Мифунеов животопис на аудицију за нова лица пошто је одељење фотографије било пуно, рекавши Мифунеу да касније може да се пребаци у одељење фотографије ако жели. Прихваћен је, заједно са још 48 других (од отприлике 4.000 пријављених), и дозвољено му је да полаже тест за Каџиро Јамамото. Посаветован да опонаша бес, црпео је из својих ратних искустава. Јамамоту се допао Мифуне и препоручио га је режисеру Сенкичију Танигучију. Ово је довело до Мифунеове прве дугометражне улоге, у Shin Baka Jidai.
Мифуне се први пут сусрео са редитељем Акиром Куросавом када је Тохо Студиос, највећа филмска продукцијска компанија у Јапану, спроводила огромну потрагу за талентима, током које је стотине амбициозних глумаца прошло аудицију пред тимом судија. Куросава је првобитно намеравао да прескочи догађај, али се појавио када му је Хидеко Такамине рекла о једном глумцу који је изгледао посебно обећавајући. Куросава је касније написао да је ушао на аудицију да би видео „младића како се врти по соби у насилном лудилу... било је застрашујуће као да гледам рањену звер која покушава да се ослободи. Био сам пренеражен“. Када је Мифуне, исцрпљен, завршио своју сцену, сео је и злослутно погледао судије. Изгубио је такмичење, али је Куросава био импресиониран. „Ја сам особа коју ретко импресионирају глумци“, рекао је касније. „Али у случају Мифунеа био сам потпуно преплављен.“ Мифуне се удубио у шестомесечну обуку и марљиво се посветио студирању глуме, иако се у почетку још надао да ће бити пребачен на одељење камере.

## Филмографија
- 1947 Траг у снегу - режирао Сеинкичи Танигучи
- 1947 Ово лудо доба - Први и други део - режирао Кађиро Јамамото
- 1948 Пијани анђео - режирао Акира Куросава
- 1949 Тихи двобој - режирао Акира Куросава
- 1949 Јакоман и Тетсу - режирао Сенкичи Танигучи
- 1949 Пас луталица - режирао Акира Куросава
- 1950 Бекство у зору - режирао Сенкичи Танигучи
- 1950 Дневник професора Ишинаке - режирао Микио Нарусе
- 1950 Скандал - режирао Акира Куросава
- 1950 Веренички прстен - режирао Кеисуке Киношита
- 1950 Рашомон - режирао Акира Куросава
- 1951 Изнад љубави и мржње - режирао Сенкичи Танигучи
- 1951  - режирао Кађиро Јамамото
- 1951 Идиот - режирао Акира Куросава
- 1951 Пирати - режирао Хироши Инагаки
- 1951 Сусрет послератних духова - режирао Кијоши Саеки
- 1951 Крај Кођира Сасакија: двобој на острву Ганрју режирао Хироши Инагаки -Ово је био први, али не и последњи пут кад је Мифуне играо Масаши Мијамота
- 1951 Живот продавца коња - режирао Кеиго Кимура
- 1951 Ко зна срце једне жене - режирао Кађиро Јамамото
- 1952 Освета самураја - режирао Казуо Мори
- 1952 Сирена за маглу - режирао Сенкичи Танигучи
- 1952 Охаруов живот - режирао Кенђи Мицогучи
- 1952 Драгуљи у нашим срцима - режирао Јасуке Чиба
- 1952 Брза струја - режирао Сенкичи Танигучи
- 1952 Човек из луке - режирао Иширо Хонда
- 1953 Мој дивни жути ауто - режирао Сенкичи Танигучи
- 1953 Последњи загрљај - режирао Масахиро Макино
- 1953 Љубав у шољици чаја - режирао Јасуке Чиба
- 1953 Орао Пацифика - режирао Иширо Хонда
- 1954 Седам самураја - режирао Акира Куросава
- 1954-56 Самурајска трилогија - режирао Хироши Инагаки
  - 1954 Самурај I: Мусаши Мијамото
  - 1955 -{Самурај II: Двобој у храму Ишијођи
  - 1956 Самурај III: Двобој на острву Ганрју
- 1954 Шум таласа - режирао Сенкичи Танигучи
- 1954 Црни гнев - режирао Тоширо Сигуе
- 1955 Човек међу људима - режирао Кађиро Јамамото
- 1955 Све је добро - Први и други део - режирао Тошио Сигуе
- 1955 Нема времена за сузе - режирао Сеиђи Марујама
- 1955 Запис о живом бићу - режирао Акира Куросава
- 1956 Двобој у кишној ноћи - режирао Сенкичи Танигучи
- 1956 Подземље (јапански филм) - режирао Кађиро Јамамото
- 1956 Насеље љубави - режирао Шин Сабури
- 1956 Женино срце - режирао Микио Нарусе
- 1956 Хуља- режирао Набуо Ајуаги
- 1956 Побуњеници сињег морара - режирао Хироши Инагаки
- 1957 Крвави престо или Spider Web Castle - режирао Akira Kurosawa
- 1957 Човек у олуји - режирао Сенкичи Танигучи
- 1957 Срећни љубавни пар - режирао Иширо Хонда
- 1957 Јагјуови тајни записи - Први део - режирао Хироши Инагаки
- 1957 Опасни херој - режирао Хидео Сузуки
- 1957 Ниже дубине (1957 филм) - режирао Акира Куросава
- 1957 Центар града (1957 филм) - режирао Јасуки Чиба
- 1958 Јагјуови тајни записи - део 2 - режирао Хироши Инагаки
- 1958 Празник у Токију - режирао Кађиро Јамамото
- 1958 Човек са рикшом - режирао Хироши Инагаки
- 1958 Срећно ходочашће - режирао Јасуки Чиба
- 1958 Све о браку - камео улога - режирао Кихачи Окамото
- 1958 Позориште живота - режирао Тоширо Сугие
- 1958 Скривена тврђава - режирао Акира Куросава
- 1959 Шеф подземља - режирао Кихачи Окамото
- 1959 Самурајска сага - режирао Хироши Инагаки
- 1959 Сага о скитницама - режирао Тошио Сигуе
- 1959 Постаја очајника - режирао Кихачи Окамото
- 1959 Рођење Јапана - режирао Хишори Инагаки
- 1960 Последња пуцњава - режирао Кихачи Окамото
- 1960 Самурај коцкар - режирао Сенкичи Тинагучи
- 1960 Олуја над Пацификом - режирао Шуеи Мацабујаши
- 1960 Човек на човека - режирао Сењнкичи Танигучи
- 1960 Зли добро спавају - режирао Акира Куросава
- 1960 Радничка освета 47 ронина - Први део - режирао Тошио Сугие
- 1961 Прича о замку Осака - режирао Хироши Инагаки
- 1961 Радничка освета 47 ронина - Други део - режирао Тошио Сугие
- 1961 Јоџимбо или Телохранитељ - режирао Акира Куросава
- 1961 Младић са амајлијом - режирао Хироши Инагаки
- 1962 Ánimas Trujano или Важан човек - режирао Исамел Родригез
- 1962 Санђуро - режирао Акира Куросава
- 1962 Татсу - режирао Хироши Инагаки
- 1962 Освета 47 ронина: Прича о цвету, прича о снегу - режирао Хироши Инагаки
- 1963 Крила над Пацификом - режирао Шуе Мацајубаши
- 1963 Високо и ниско aka Heaven and Hell - режирао Акира Куросава
- 1963 Наслеђе 500,000 - режирао Тоширо Мифуне
- 1963 Велики лопов - режирао Сенкичи Танигучи
- 1964 Вихор - режирао Хироши Инагаки
- 1965 Самурај убица или Самурај - режирао Кихачи Окамото
- 1965 Риђобради - режирао Акира Куросава
- 1965 Санширо Сугата - режирао Сеичиро Учикиро - римејк Куросавиних филмова Санширо Сугата и Санширо Сугата: други део
- 1965 Повлачење са Киске - режирао Сеиђи Марујама
- 1965 Тврђава гробља - режирао Кихачи Окамото
- 1966 Дивљи Гоемон - режирао Хироши Инагаки
- 1966 Мач судбине - режирао Кихачи Окамото
- 1966 Авантура у замку Киган - режирао Сенкичи Танигучи
- 1966 Побеснели Атлантик - режирао Ђун Фукада
- 1966 Гран При - режирао Џон Франкенхејмер
- 1967 Самурајска побуна - режирао Масајуки Кобајаши
- 1967 Најдужи дан у Јапану - режирао Кихачи Окамото
- 1968 Песак Куробе - режирао Кеи Кумаи
- 1968 Адмирал Јамамото - режирао Сеиђи Марујама
- 1968 Gion Festival - режирали Даисуке Ито и Тетсуја Јаманоучи
- 1968 Пакао на Пацифику - режирао Џон Бурмен
- 1969 Самурајске заставе - режирао Хироши Инагаки
- 1969 5.000 километара до славе - режирао Кореојоши Курахараа
- 1969 Битка за Јапанско море - режирао Сеиђи Марујама
- 1969 Црвени лав - режирао Кихачи Окамото
- 1969 Банда убица - режирао Тадаши Савашима
- 1970 Затоичи среће Јоџимба - режирао Кихачи Окамото
- 1970 Амбициозни - режирао Даисуке Ито
- 1970 Окршај у Крвавом Пролазу - режирао Хироши Инигаки
- 1970 Ходајући дух - режирали Кођи Сено, Нобауаки Шираи и Кејт Ерик Барт
- 1970 Милитаристи - режирао Хиромичи Хорикава
- 1971 Црвено Сунце - режирао Теренс Јанг
- 1975 Папирни тигар - режирао Кен Анакин
- 1975 Мидвеј (филм) - режирао Џек Смајт
- 1977 Доказ мушкости - режирао Ђуна Сато
- 1977 Јапански кум: Амбиција - режирао Садао Накађима
- 1977 Шогунов самурај - режирао Kinji Fukasaku
- 1978 Псећа Фрула - режирао Садао Накађима
- 1978 Госпођа Огин - режирао Кеи Кађима
- 1978 Јапански кум: Крај - режирао Садао Накађима
- 1978 Пад замка Ако - режирао Кинђи Фукасаку
- 1978 Господар Непознати - режирао Tetsuya Yamauchi
- 1979 Зима убија - режирао Викијам Ричарт
- 1979 Доживљаји Козуке Киндаичија - режирао Нобухику Кобајачи
- 1979 Тајна детективска мрежа у Великом Еду - режирао Акинори Матсуо
- 1979 1941 - режирао Стивен Спилберг
- 1981 Бушидо мач - режирао Цугунобу Котани
- 1981 Порт Артур (филм) - режирао Тошио Масуда
- 1981 Шогун - режирао Џери Лондон
- 1981 Инчон! - режирао Теренс Јанг
- 1982 Изазов - режирао Џон Френкенхајмер
- 1983 Освајање - режирао Садао Накађима
- 1983 Позорница живота -режирали Садао Накађима, Јуња Сато и Кинђи Фукасаку
- 1983 Бојна химна - режирао Тошио Масуда
- 1984 Чудо Џо Галеба - режирао Тошија Фуђита
- 1985 Легенда о светици - режирао Тору Муракава
- 1986 Песма Генкај Цурезуре - режирао Масанобу Деме
- 1987 Разбијач - режирао Тонино Валени
- 1987  - режирао Јођи Јамада
- 1987  - режирао Кон Ичикава
- 1989  - режирао Акира Кобајаши
- 1989  - режирао Кеи Кумаи
- 1989  - режирао Изо Хашимото
- 1991  - режирао Коеројоши Курихара
- 1992  - режирао Гордон Хеслер
- 1992  - режирао Жак Дорфамн
- 1994  - режирао Кајо Хата
- 1995  - режирао Кеи Кумаи